# Andrew Latimer
Andrew Latimer (* 17. května 1947, Guildford, Surrey, Anglie, Spojené království) je anglický kytarista, zpěvák, flétnista, baskytarista a klávesista, nejvíce známý jako člen skupiny Camel.